# Atenas (Costa Rica)
Atenas es el distrito primero y ciudad cabecera del cantón de Atenas, en la provincia de Alajuela, de Costa Rica.
Forma parte de la Gran Área Metropolitana del Valle Central de Costa Rica.

## Toponimia
Su nombre se refiere a la ciudad de Atenas, la capital de Grecia, país de Europa.

## Historia
El 24 de julio de 1918 se le dio el título de ciudad a la entonces llamada Villa de Atenas. De este modo el distrito de Atenas se convirtió en la capital de su cantón homólogo.

## Ubicación
Se encuentra en el borde occidental del valle Central, a 25 kilómetros al suroeste de la ciudad de Alajuela, a 27 km del Aeropuerto Internacional Juan Santamaría y a 44 km de la ciudad capital nacional San José.

## Geografía
Atenas cuenta con un área de 9,76 km² y una altitud media de 698 m s. n. m.
La ciudad está rodeada por montañas cubiertas de plantaciones de café. Está localizada en una próspera área agrícola.

## Demografía
Para el año 2022, Atenas cuenta con una población estimada de 7818 habitantes, y para el último censo efectuado, en 2011, Atenas contaba con una población de 7546 habitantes.

## Localidades
- Barrios: Ángeles, Atenea, Boquerón, Escorpio, Güizaro, Oásis, Olivo.
- Poblados: Matías.

## Economía
Los jueves por la tarde y los viernes por la mañana se reúne un mercado de productos agrícolas. El centro cuenta con una iglesia y un pintoresco parque bordeado de palmeras. En el pueblo hay un centro de salud, farmacias, médicos, dentistas, cancha de tenis, gimnasio, piscinas, parques, bancos, tiendas, posadas y restaurantes.
El distrito de Atenas es un lugar popular adonde se mudan los jubilados estadounidenses.
Hay tres principales desarrollos inmobiliarios con loteos (terrenos sin edificar) y casas existentes: Roca Verde, Vista Atenas y Hacienda Atenas. Hay otros desarrollos inmobiliarios en diferentes fases de ejecución.

## Transporte

### Carreteras
Al distrito lo atraviesan las siguientes rutas nacionales de carretera:
- Ruta nacional 3
- Ruta nacional 134
- Ruta nacional 135
- Ruta nacional 707